# Benedikt Bösel
Benedikt Ludwig Bösel (* 22. November 1984 in München) ist ein deutscher Unternehmer, Autor und Protagonist in der Disney+-Doku-Serie Farm Rebellion.

## Leben
Bösel wuchs in München und im Rheinland auf und besuchte ein Internat in England. Seine Mutter Cornelia Bösel, geb. Brune, ist die Tochter des Immobilienunternehmers und Architekten Walter Brune. Sein Vater ist Hans-Detlef Bösel, früher Vorstandsmitglied und Gesellschafter bei verschiedenen Banken (u. a. M. M. Warburg & Co, Sal. Oppenheim). und Stiefsohn von Karl Wilhelm Finck von Finckenstein, früher Partner bei der Bank Trinkaus & Burkhardt.
Seine Ferien verbrachte Bösel nach eigener Darstellung auf dem Schloss Alt Madlitz im Landkreis Oder-Spree, das sein Stiefgroßvater Karl Wilhelm Finck von Finckenstein 1992 zurückgekauft hatte. Schloss und Grundbesitz waren im Rahmen der Bodenreform 1945 durch die sowjetische Besatzungsmacht enteignet worden. Bösels Großvater Walter Brune baute ab Mitte der 1990er Jahre auf einer Fläche von 70 Hektar das Ferienareal und Hotel Gut Klostermühle in Alt Madlitz auf, das heute von Bösels Mutter Cornelia geführt wird.
2016 zog er nach Alt Madlitz, wo er heute mit seiner Freundin, der britischen Köchin und Autorin Tess Ward, und seinen zwei Kindern lebt.

## Ausbildung und berufliche Laufbahn
Bösel absolvierte ein Bachelorstudium in Wirtschaftsmathematik an der University of Durham. Im Anschluss arbeitete er zehn Jahre in der Finanzwirtschaft (u. a. bei Sal. Oppenheim) in Frankfurt am Main. An der Humboldt-Universität Berlin folgte ein Studium der Agrarökonomie mit dem Abschluss Master of Science. Anschließend war er als Investitionsberater für Start-up-Unternehmen im Agrarbereich tätig.
Bösel ist Vorstandsmitglied der Brune Real Estate AG und der Brune Real Estate Management AG, deren alleinige Aktionäre seine Mutter und ihre Geschwister in Erbengemeinschaft nach Walter Brune sind.
Seit 2017 ist Bösel Prokurist der Schlossgut Alt Madlitz GmbH & Co. KG und Geschäftsführer der Komplementär-GmbH. Er hält als Kommanditist 1 % an der Schlossgut Alt Madlitz GmbH & Co. KG, während 99 % der Anteile bei seinem Vater Hans-Detlef Bösel liegen. Das Unternehmen bewirtschaftet nach eigenen Angaben 1.000 Hektar Ackerland, 100 Hektar Grünland und 2.000 Hektar Forst. Der Betrieb wirtschaftet seit 2004 nach den Richtlinien des Ökolandbaus und des Verbandes Naturland. 2019 gründete Bösel die LandVision Alt Madlitz GmbH, in deren Namen verschiedene Methoden der regenerativen Landwirtschaft (bspw. Agroforst) und Themen des Waldumbaus erforscht und erprobt werden.
Anfang 2021 gründete Benedikt Bösel die Finck Stiftung, benannt nach seinem Stiefgroßvater. Die Stiftung wird über private Spenden und öffentliche Gelder finanziert und arbeitet nach eigenen Angaben mit Forschungseinrichtungen wie dem Julius Kühn-Institut, der Humboldt-Universität Berlin und der Hochschule für nachhaltige Entwicklung Eberswalde zusammen. 2022 erfolgte die Eintragung der Wortmarke „Gut&Bösel“ im Namen der LandVision Alt Madlitz GmbH.
Die Schlossgut Alt Madlitz GmbH & Co. KG erhielt im Jahr 2022 Agrarsubventionen der EU in Höhe von 508.722,02 Euro und die LandVision Alt Madlitz GmbH Subventionen in Höhe von 40.922,40 Euro. Zwischen 2020 und 2022 erhielt die Landvision Alt Madlitz GmbH außerdem insgesamt 250.000 Euro aus dem sogenannten „Bodenretter-Fonds“  des Unternehmens Followfood sowie eine nicht genannte Summe vom Unternehmen Ecover im Jahr 2021.
Bösel gehört dem Kompetenznetzwerk für digitale Landwirtschaft des BMEL und dem Dialognetzwerk zukunftsfähige Landwirtschaft an. und war Mitglied im ThinkTank30 des Club of Rome.

## Auszeichnungen
2022 wurde Bösel im Rahmen des Ceres Award, einer Veranstaltung des Deutschen Landwirtschaftsverlages, zum „Landwirt des Jahres 2022“ gekürt. Zudem wurde Bösel vom Wirtschaftsmagazin Capital unter die 40 wichtigsten Nachwuchsmanager unter 40 gewählt.
2024 wählte ihn die Obama Foundation in das Obama Foundation Leaders Program für junge Führungskräfte in Europa.

## Veröffentlichungen
- Buch: Rebellen der Erde. Scorpio Verlag, 30. März 2023
- Doku-Serie: Farm Rebellion. Disney+, 14. Juni 2023[32]